# Monument în memoria consătenilor căzuți în 1944 (Năpădeni)
Monumentul în memoria consătenilor căzuți în 1944 este un monument amplasat în Năpădeni, raionul Ungheni, Republica Moldova. Este un monument istoric de importanță națională inclus în Registrul monumentelor Republicii Moldova ocrotite de stat cu nr. 1668 (raionul Ungheni). Datează din 1970.